# Zhaopingtai Shuiku
Zhaopingtai Shuiku är en reservoar i Kina. Den ligger i provinsen Henan, i den centrala delen av landet, omkring 140 kilometer sydväst om provinshuvudstaden Zhengzhou. Zhaopingtai Shuiku ligger 160 meter över havet. Arean är 15,2 kvadratkilometer. Trakten runt Zhaopingtai Shuiku består till största delen av jordbruksmark. Den sträcker sig 5,0 kilometer i nord-sydlig riktning, och 6,2 kilometer i öst-västlig riktning.
Genomsnittlig årsnederbörd är 834 millimeter. Den regnigaste månaden är september, med i genomsnitt 161 mm nederbörd, och den torraste är januari, med 4 mm nederbörd.